# 卡尔米内·阿巴尼亚莱
卡尔米内·阿巴尼亚莱（義大利語：Carmine Abbagnale，1962年1月5日—），意大利男子赛艇运动员。他曾代表意大利参加1984年、1988年、1992年和1996年夏季奥林匹克运动会赛艇比赛。